# NGC 4359
NGC 4359 est une galaxie spirale barrée vue par la tranche et située dans la constellation de la Chevelure de Bérénice. NGC 4359 a été découverte par l'astronome germano-britannique William Herschel en 1787.

## Caractéristiques
La classe de luminosité de NGC 4359 est III et elle présente une large raie HI.

### Distance
Sa vitesse par rapport au fond diffus cosmologique est de 1 528 ± 20 km/s, ce qui correspond à une distance de Hubble de 22,5 ± 1,6 Mpc (∼73,4 millions d'al).
À ce jour, neuf mesures non basées sur le décalage vers le rouge (redshift) donnent une distance de 17,233 ± 5,030 Mpc (∼56,2 millions d'al), ce qui est à l'intérieur des valeurs de la distance de Hubble. Cependant, cette galaxie est relativement rapprochée du Groupe local. On obtient souvent des distances assez différentes pour les galaxies rapprochées en se basant sur le décalage en raison du mouvement propre de ces galaxies dans le groupe où l'amas où elles sont situées. Cette valeur est peut-être plus près de la distance réelle de cette galaxie. Notons que c'est avec la valeur moyenne des mesures indépendantes, lorsqu'elles existent, que la base de données NASA/IPAC calcule le diamètre d'une galaxie.

### Brillance de surface
En raison d'une brillance de surface égale à 14,12 mag/am2, on peut qualifier NGC 4359 de galaxie à faible brillance de surface (LSB en anglais pour low surface brightness). Les galaxies LSB sont des galaxies diffuses (D) avec une brillance de surface inférieure de moins d'une magnitude à celle du ciel nocturne ambiant.

## Groupe de NGC 4274
Selon A.M. Garcia, la galaxie NGC 4359 fait partie d'un groupe de galaxies qui compte au moins 19 membres, le groupe de NGC 4274. Les autres membres du New General Catalogue du groupe sont NGC 4020, NGC 4062, NGC 4136, NGC 4173, NGC 4203, NGC 4245, NGC 4251, NGC 4274, NGC 4278, NGC 4283, NGC 4310, NGC 4314, NGC 4414, NGC 4509 et NGC 4525.
D'autre part, sept des galaxies de ce groupe (NGC 4245, NGC 4251, NGC 4274, NGC 4218, NGC4283, NGC 4310 et NGC 4314) font partie d'une autre groupe décrit dans un article publié en 1998 par Abraham Mahtessian. Il s'agit du groupe de NGC 4725, la galaxie la plus brillante de ce groupe qui compte 16 membres. Certaines galaxies du groupe de NGC 4725 font partie d'autres groupes décrits dans l'article de Garcia. Les frontières entre les groupes ne sont pas clairement établies et dépendent des critères de proximité utilisés par les auteurs.